# Pontoniopsis paulae
Pontoniopsis paulae är en kräftdjursart som beskrevs av Gore 1981. Pontoniopsis paulae ingår i släktet Pontoniopsis och familjen Palaemonidae. Inga underarter finns listade i Catalogue of Life.